# Coast to Coast (Band)
Coast to Coast war eine siebenköpfige britische Popgruppe in den frühen 1980er Jahren. Ihre Musik enthielt auch Rock-’n’-Roll-Stilelemente.

## Geschichte
Im März 1981 gelang der Gruppe mit dem Titel (Do) The Hucklebuck, der eine Coverversion eines 1948 geschriebenen Evergreens war, ein Top-10-Hit in den britischen Singlecharts. Nach der zweiten Single Let's Jump the Broomstick verschwanden Coast to Coast wieder von der Bildfläche. Sie standen bei Polydor unter Vertrag.